# Karnak, Illinois
Karnak là một làng thuộc quận Pulaski, tiểu bang Illinois, Hoa Kỳ. Năm 2010, dân số của làng này là 499 người.

## Dân số
Dân số qua các năm:
- Năm 2000: 619 người.
- Năm 2010: 499 người.